# Cedillo de la Torre
Cedillo de la Torre è un comune spagnolo di 123 abitanti situato nella comunità autonoma di Castiglia e León.